# 郑昆璋
郑昆璋，山西文水人，清朝政治人物。举人出身。
郑昆璋曾于1702年接替李遇陛任娄县知县一职，1703年由陈又良接任。